# Punto Gozadera

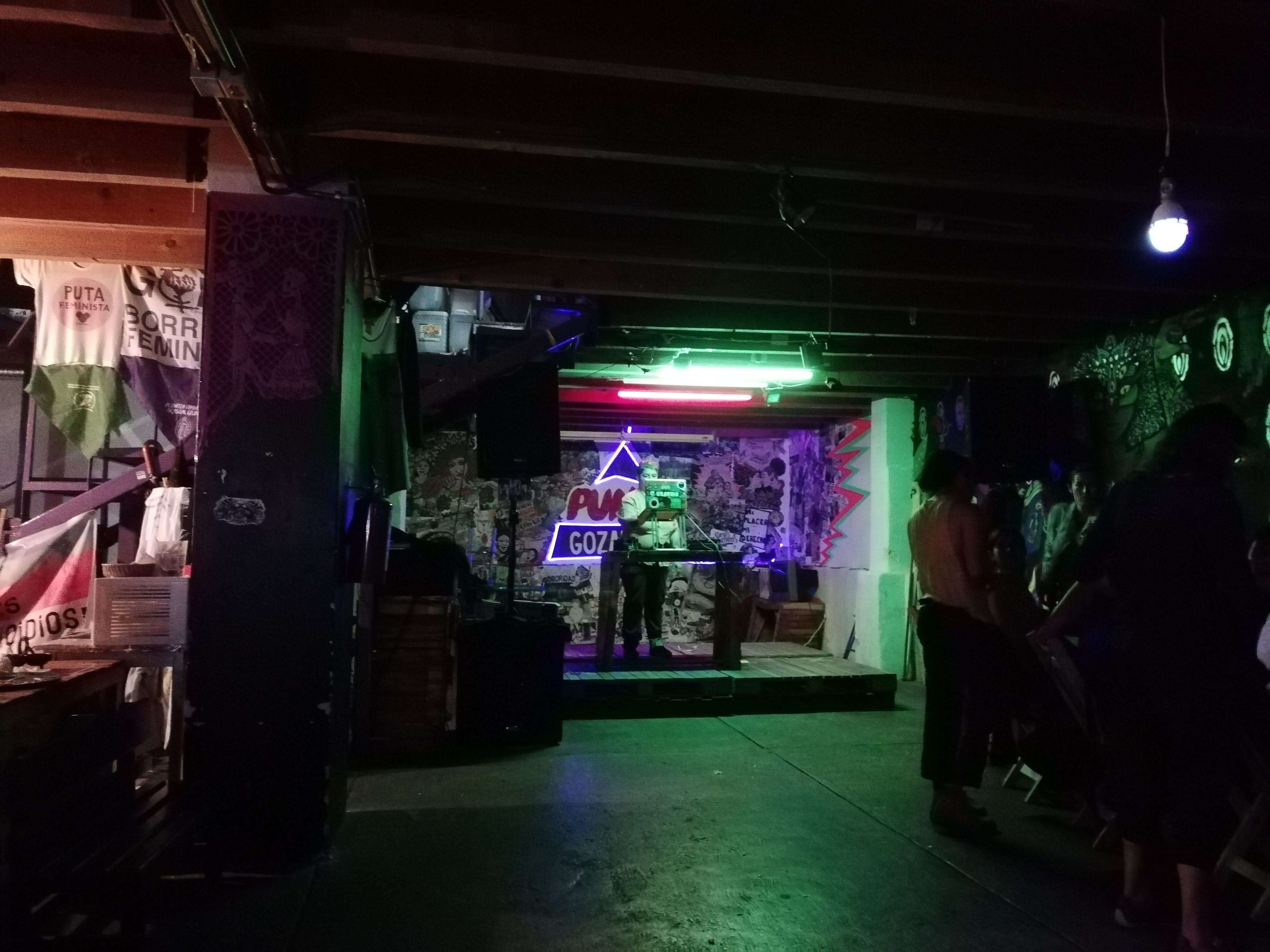
Punto Gozadera, centro cultural en el Centro Histórico

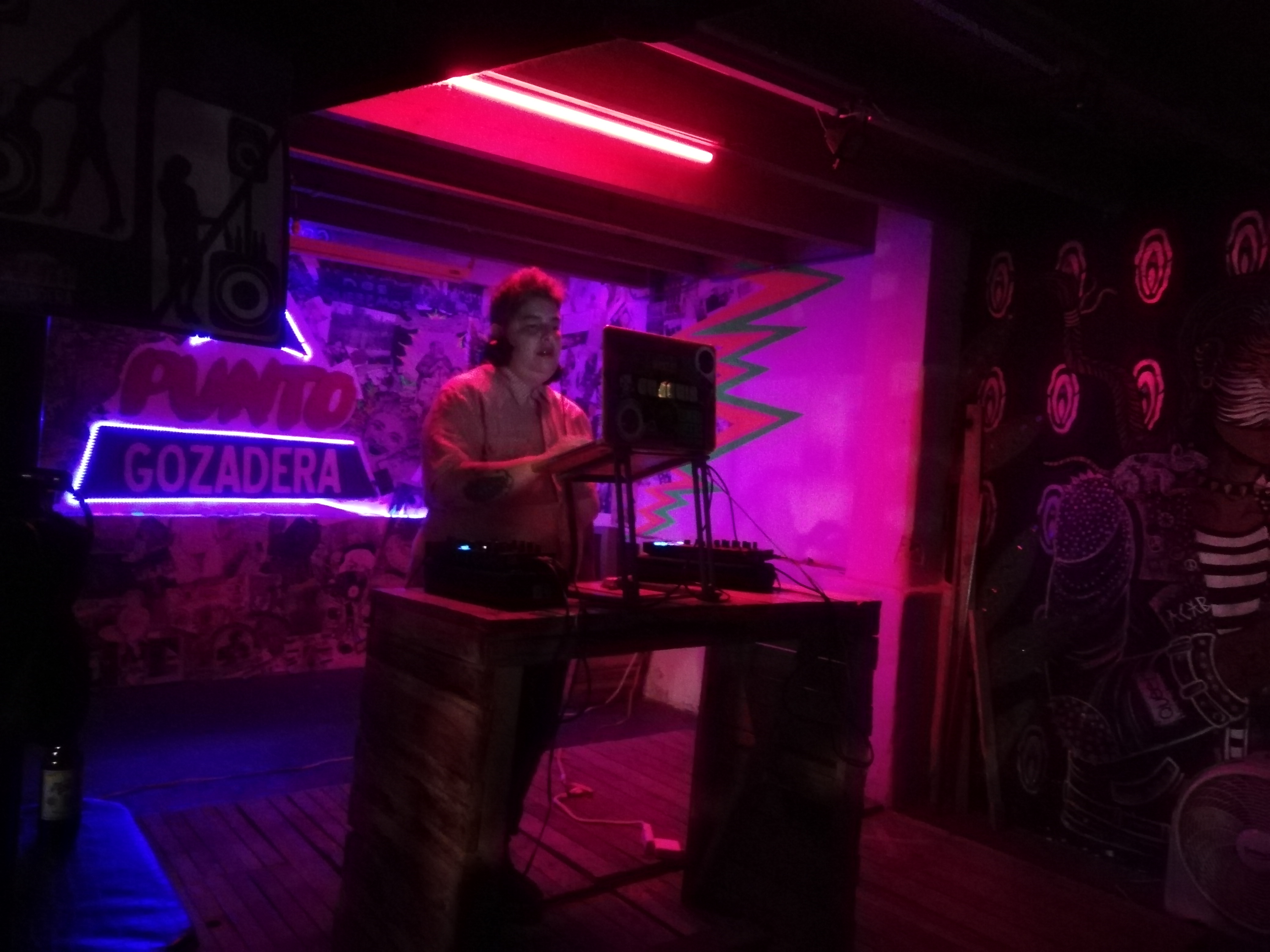
Ali Gua Gua en Punto Gozadera

Punto Gozadera o La Gozadera es un centro cultural independiente que actualmente opera en Xalapa, Veracruz. Comenzó como un restaurante feminista que se ubicaba en la Ciudad de México. Se le conoció como “un espacio seguro para todas, libre de violencias machistas”.

## Fundación
Es un restaurante vegano donde sirven comida oaxaqueña-fusión. Ubicado en la plaza detrás del mercado de San Juan, en el centro de la Ciudad de México; el inmueble se construyó sobre él área que ocupaba el templo dedicado a Xipe Totec, en lo que era el barrio de Moyotlan, posteriormente, se construyó el convento de San Juan de la Penitencia, convento de monjas claridad, después se creó la fábrica de cigarros El Buen Tono, S. A.A donde mujeres eran encargadas de escoger, forjar y empaquetar el producto.
El proyecto iniciado por Angélica Gay, Libertad García e Iván Martínez Valdés en septiembre del 2015 y se convirtió en punto de reunión y espacio seguro para feministas de la Ciudad de México gracias a los intereses y experiencia de cada una en áreas del activismo social y derechos humanos.

## Espacio Cultural
Se ha destacado por desarrollar conversatorios, talleres, presentaciones de libros, obras de teatro, cursos con perspectiva de género y ofrecer un espacio para que se desarrollen círculos de freestyle para mujeres, el perreo feminista, stand–up feminista y apoyar diversos colectivos, entre ellos Mujeres Vinileras.
Punto Gozadera ha facilitado la convergencia de las diversas posturas del feminismo. Se define como un espacio cultural donde “todos los días son día de la mujer”, está integrado por mujeres, personas LGBT y aliados. Aunque no está prohibida la entrada de hombres, si se considera un espacio conquistado por y para las mujeres con eventos exclusivos, como sus lesbviernes y lenchiviernes (libre de hombres).

## Reconocimientos
En el 2019, Punto Gozadera se hizo acreedor al reconocimiento de Mejor centro cultural o comunitario de los Premios Ciudad.